# 7인의 말괄량이
"7인의 말괄량이"는 1976년에 개봉한 대한민국의 영화이다.

## 캐스팅
- 정소녀
- 이영옥
- 이덕화
- 추송웅
- 김지혜
- 현주
- 남희
- 허인순
- 장순자
- 전숙
- 양훈
- 배일집
- 한주열
- 임희춘
- 박병기
- 방일수
- 안진수
- 박용팔
- 박종설
- 김대현
- 정규영
- 김승남
- 이예성
- 최재호
- 최일
- 최성규
- 석인수
- 박예숙
- 홍윤정
- 정미경
- 김신명
- 정섭민
- 나갑성
- 한태일
- 문신억
- 윤현중
- 하택주
- 김수민